# Wagner Gertrúd
Wagner Gertrúd (Budapest, 1938. május 21. –) magyar színésznő, előadóművész.

## Életpályája
Rózsahegyi Kálmán színészképző iskolájában végzett 1959-ben. Színészi pályájának állomásai: Békés Megyei Jókai Színház, Thália Színház, és Madách Színház. Előadóművészként külföldi körutakon lépett fel, gyermekműsorok, rendhagyó irodalomórák szerkesztője, előadója.

## Színházi szerepeiből
- Molière: A mizantróp... Basque
- Denis Diderot: Az apáca... Felicia nővér
- Thornton Wilder: Hosszú karácsonyi ebéd... Nörsz
- Szigeti József: A vén bakancsos és fia a huszár... Lidi
- Molnár Ferenc: Egy, kettő, három... Posner kisasszony
- Bródy Sándor: A tanítónő... szolgálólány
- Mikszáth Kálmán – Benedek András – Karinthy Ferenc: A Noszty fiú esete Tóth Marival... Ápolónő
- Fejes Endre: Mocorgó... szereplő
- Vratislav Blažek: Mesébe illik... Maneken
- Ábrahám Pál: Bál a Savoyban... Mici
- Zerkovitz Béla – Szilágyi László: Csókos asszony... Kerekesné

## Műsoros estek
- Író-olvasó találkozók Janikovszky Évával, Gyurkovics Tiborral
- Kibédi Ervin szerzői estje
- Irodalmi estek, rendhagyó irodalmi órák